# Mexiko i olympiska vinterspelen 2002
Mexiko deltog i olympiska vinterspelen 2002. Mexiko s trupp bestod av 3 idrottare varav alla var män. Den äldsta idrottaren i Mexikos trupp var Roberto Tamés (37 år, 179 dagar) och den yngsta var Roberto Lauderdale (20 år, 273 dagar).

## Resultat

### Bob
- Två-manna
  - Roberto Lauderdale och Roberto Tamés - 35

### Skeleton
- Herrar
  - Luis Carrasco - 25

## Trupp
| Namn               | Sport (Antal grenar) | Ålder |
| ------------------ | -------------------- | ----- |
| Luis Carrasco      | Skeleton (1)         | 38    |
| Roberto Lauderdale | Bob (1)              | 20    |
| Roberto Tamés      | Bob (1)              | 37    |